# إضافة كربوكسيل
كَرْبَكسَلة أو تفحمل أو إضافة الكربوكسيل أو كربوكسلة (Carboxylation) أو الكَرْسَلَة (إضافة زمرة كربوكسيل) هو تفاعل كيميائي يتضمن إضافة مجموعة كربوكسيل إلى ركازة عضوية بحيث ينتج في النهاية حمض كربوكسيلي.
يسمى التفاعل العكسي الذي يتضمن نزع مجموعة الكربوكسيل باسم نزع كربوكسيل.

## الكيمياء الحيوية

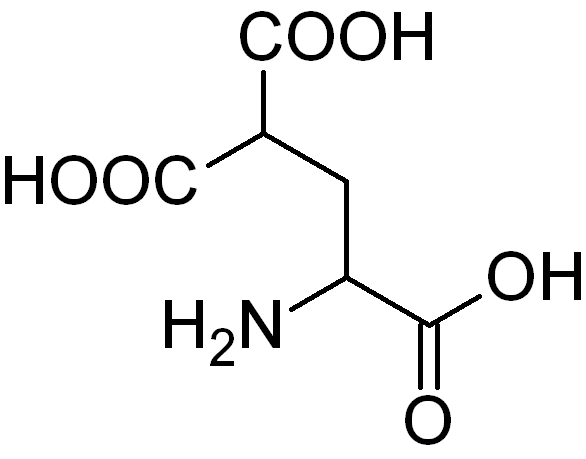
حمض كربوكسي الغلوتاميك

تجري عملية إضافة الكربوكسيل في الكيمياء الحيوية أثناء عملية تعديل ما بعد الترجمة posttranslational modification لبقايا الغلوتامات إلى حمض كربوكسي الغلوتاميك في البروتينات. تحدث عملية إضافة الكربوكسيل في الكبد وتتم يواسطة أنزيم غاما-غلوتاميل كربوكسيلاز γ-glutamyl carboxylase. يتطلب إنزيم الكربوكسيلاز وجود فيتامين ك وذلك كعامل مرافق، حيث يؤدي إلى حدوث التفاعل بشكل أكبر.

## الكيمياء العضوية
توجد في الكيمياء العضوية عدة طرق من أجل تحضير تفاعل إضافة الكربوكسيل، من بينها الطريقة العامة التي تشمل تفاعل ركازة محبة للنواة مع الثلج الجاف (وهو ثنائي أكسيد الكربون الصلب)، أو حمض الفورميك.

## أمثلة

### إضافة الكربوكسيل إلى الأسيتيلينيدات
تتفاعل الأسيتيلينيدات مع ثنائي أكسيد الكربون على الشكل الصلب (الثلج الجاف) لتشكل الأحماض الكربوكسيلية للألكاينات.

### إضافة الكربوكسيل إلى الفينولات
تتشكل أملاح حمض الساليسيليك (الساليسيلات أو 2-هيدروكسي حمض البنزويك) من تفاعل إضافة الكربوكسيل إلى الفينولات بمفاعلتها مع ثنائي أكسيد الكربون حسب تفاعل كولبة-شميت.